# Gonomyia (Leiponeura) prolongata
Gonomyia (Leiponeura) prolongata is een tweevleugelige uit de familie steltmuggen (Limoniidae). De soort komt voor in het Neotropisch gebied.